# Носов, Савелий Васильевич
Саве́лий Васи́льевич Носов (1923—1999) — лётчик-ас, полковник Советской Армии, участник Великой Отечественной войны, Герой Советского Союза (1946).

## Биография
Савелий Носов родился 23 октября 1923 года в деревне Обухово (ныне не существует, находилась на территории современного Залесовского района Алтайского края). С 1936 года вместе с семьёй проживал в Хабаровске, окончил там десять классов школы, занимался в аэроклубе. В декабре 1940 года Носов был призван на службу в Рабоче-крестьянскую Красную Армию. Окончил Бирмскую военную авиационную школу пилотов. С мая 1943 года — на фронтах Великой Отечественной войны.
К декабрю 1944 года гвардии лейтенант Савелий Носов командовал звеном 150-го гвардейского истребительного авиаполка 13-й гвардейской истребительной авиадивизии 3-го гвардейского истребительного авиационного корпуса 5-й воздушной армии 2-го Украинского фронта. К тому времени он совершил 101 боевой вылет, принял участие в 31 воздушном бою, сбив 15 вражеских самолётов лично и ещё 1 — в составе группы. За эти подвиги был тогда представлен к присвоению звания Героя Советского Союза.
Указом Президиума Верховного Совета СССР от 15 мая 1946 года за «высокое летное мастерство, мужество и отвагу, проявленные в воздушных боях» гвардии лейтенант Савелий Носов был удостоен высокого звания Героя Советского Союза с вручением ордена Ленина и медали «Золотая Звезда» за номером 7524.
К 9 мая 1945 года совершил 144 боевых вылета, провёл 32 воздушных боя, в которых сбил лично 16 и в составе группы 3 самолёта противника.
Участвовал в Параде Победы. После окончания войны Носов продолжил службу в Советской Армии. В 1956 году поступил, а в 1959 году он окончил Военно-воздушную академию. В 1978 году в звании полковника Носов был уволен в запас. Проживал и работал в Краснодаре. Умер 6 ноября 1999 года, похоронен на Славянском кладбище Краснодара.
Был также награждён двумя орденами Красного Знамени, двумя орденами Отечественной войны 1-й степени, орденом Отечественной войны 2-й степени, двумя орденами Красной Звезды, орденами «За службу Родине в Вооружённых Силах СССР» 3-й степени и Славы 3-й степени, рядом медалей.